# 上總清川站
上總清川站（日语：／ Kazusa-Kiyokawa eki */?）是位於千葉縣木更津市菅生799號，東日本旅客鐵道（JR東日本）的久留里線車站。

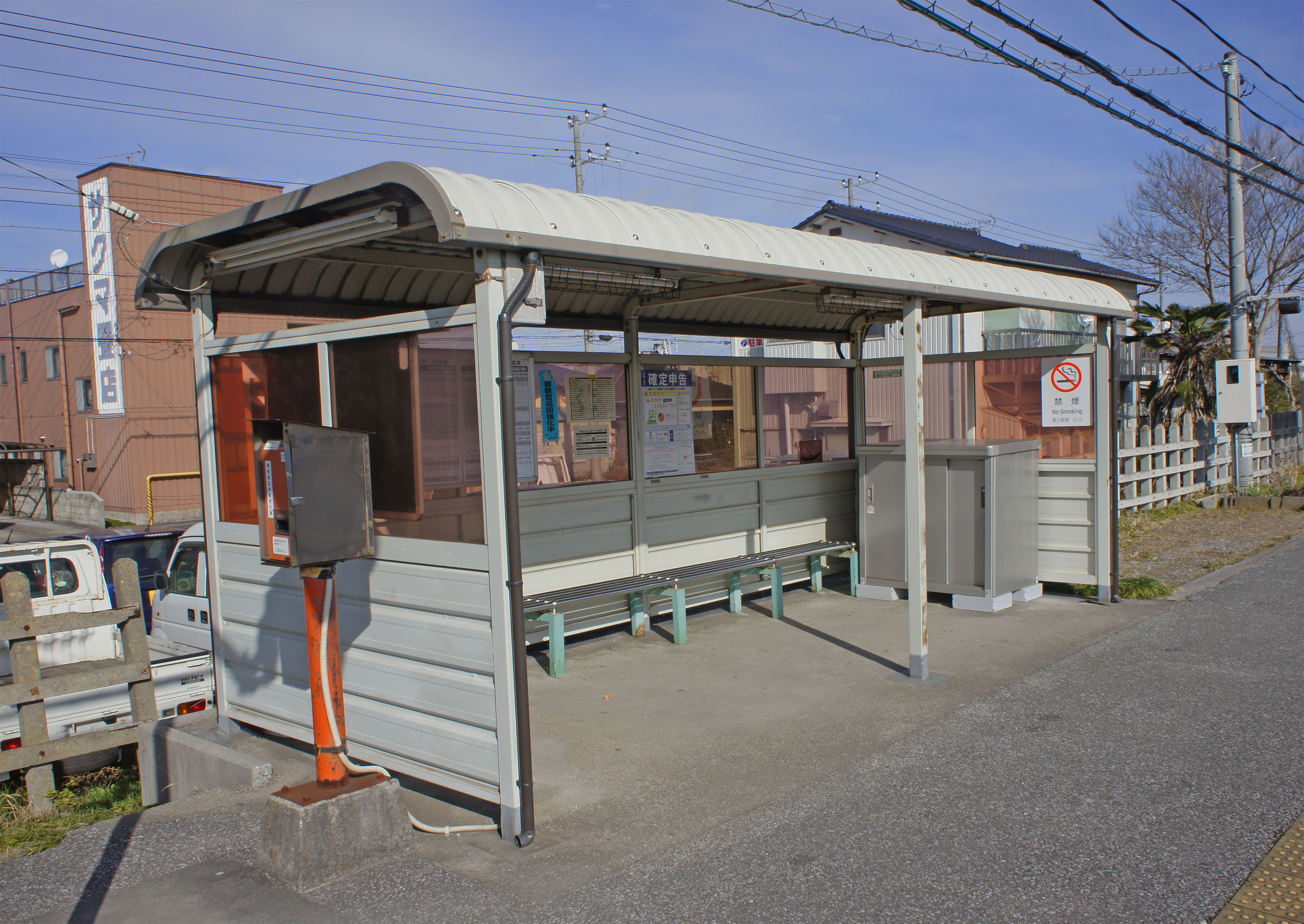
候車室(2022年1月)

## 歷史
- 1912年（大正元年）12月28日：千葉縣營鐵道（日语：千葉県営鉄道）久留里線清川站（日语：／）啟用[1]。
- 1923年（大正12年）9月1日：路線被國有化，同時改名為上總清川站[1]。
- 1987年（昭和62年）4月1日：伴隨國鐵分割民營化，車站由東日本旅客鐵道（JR東日本）營運[1]。
- 2004年（平成16年）：颱風吹毀了車站大樓。舊車站大樓撤走。
- 2005年（平成17年）：新車站大樓建成。
- 2009年（平成21年）3月14日：此站編入至東京近郊區間[2]。

## 車站構造
本站是地面車站，設有1面1線的單式月台。月台可容納5卡車廂。本站為由久留里站管理的無人車站。此站設有乘車站證明票發行機。

### 月台改善問題
月台和車站大樓位於路軌北邊。但是車站南邊設有大型住宅區，而車站內沒有通道連接車站南邊道路。因此，南邊的乘客會在車站附近的道路平交道處進入列車路軌上步行至車站，或者跨越車站南邊的柵欄進入車站，造成一個安全問題。這個問題由木更津市議會議員佐藤多美男提出。市和JR會不定期從木更津站派遣指導員前往此站巡邏，當發現上述行為時，便會指導乘客使用安全和合適的通道前往車站，在路軌旁也設有注意告示，使這個問題得而改善。另一方，這個問題也由佐藤市議會議員提出，表示月台位於路軌北邊對於周邊使用者造成不便，因此要求把車站月台遷移至路軌南邊。JR東日本千葉分社表示不會進行遷移工程。在車站入口周邊設有資訊牌，車站入口位於居民和小商店之間的通道。

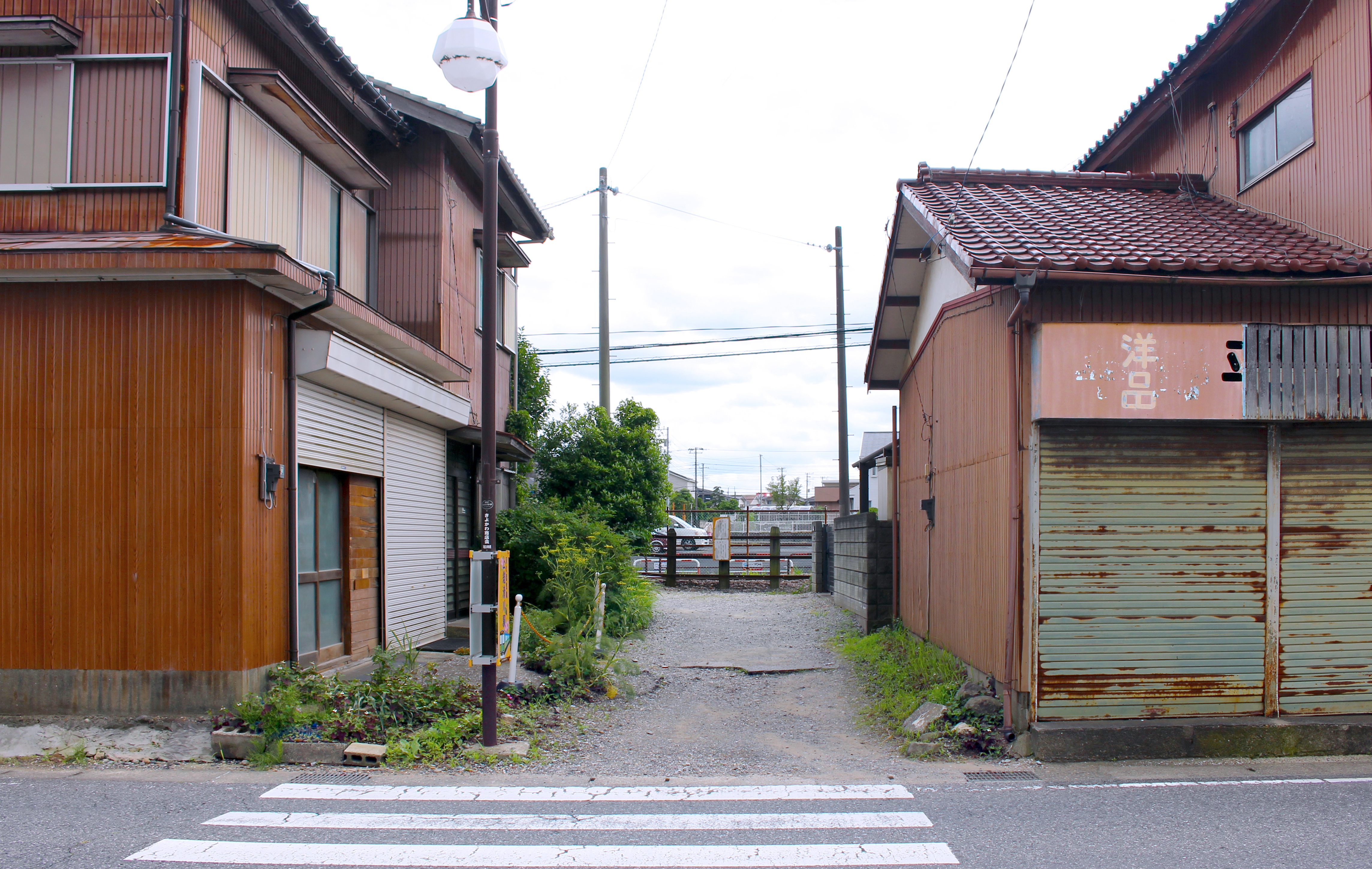
沒有指示牌的車站出入口（2024年6月）
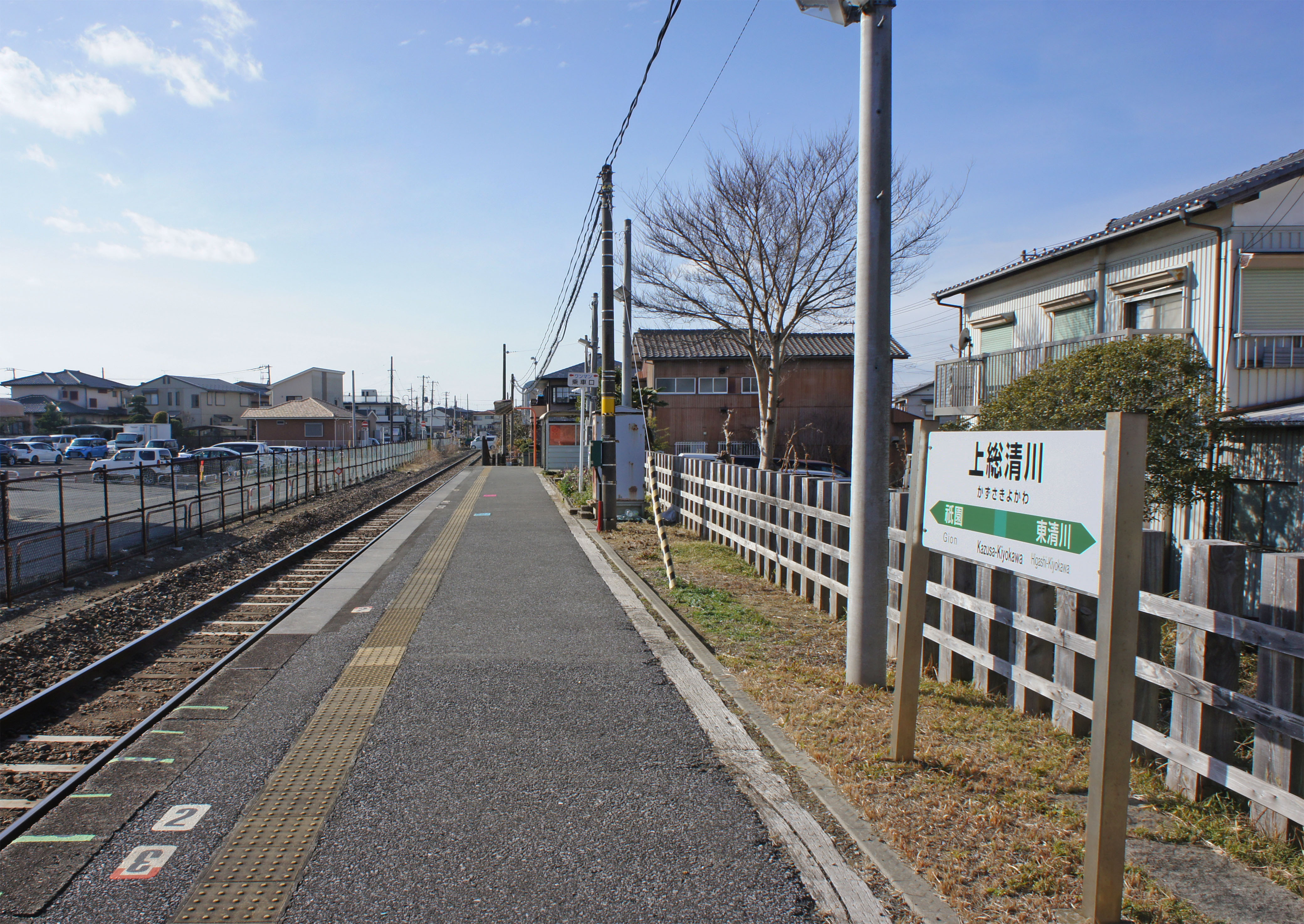
月台（2022年1月）

## 使用狀況
在2006年（平成18年）度1日平均乘車人次為254人，以下為乘車人次變化列表：
| 乘車人次變化       | 乘車人次變化     | 乘車人次變化 |
| 年度               | 1日平均 乘車人次 | 參考資料     |
| ------------------ | ---------------- | ------------ |
| 1990年（平成02年） | 352              | [ * 1 ]      |
| 1991年（平成03年） | 368              | [ * 2 ]      |
| 1992年（平成04年） | 376              | [ * 3 ]      |
| 1993年（平成05年） | 363              | [ * 4 ]      |
| 1994年（平成06年） | 380              | [ * 5 ]      |
| 1995年（平成07年） | 364              | [ * 6 ]      |
| 1996年（平成08年） | 335              | [ * 7 ]      |
| 1997年（平成09年） | 274              | [ * 8 ]      |
| 1998年（平成10年） | 277              | [ * 9 ]      |
| 1999年（平成11年） | 287              | [ * 10 ]     |
| 2000年（平成12年） | 297              | [ * 11 ]     |
| 2001年（平成13年） | 273              | [ * 12 ]     |
| 2002年（平成14年） | 249              | [ * 13 ]     |
| 2003年（平成15年） | 244              | [ * 14 ]     |
| 2004年（平成16年） | 238              | [ * 15 ]     |
| 2005年（平成17年） | 229              | [ * 16 ]     |
| 2006年（平成18年） | 254              | [ * 17 ]     |

## 車站周邊

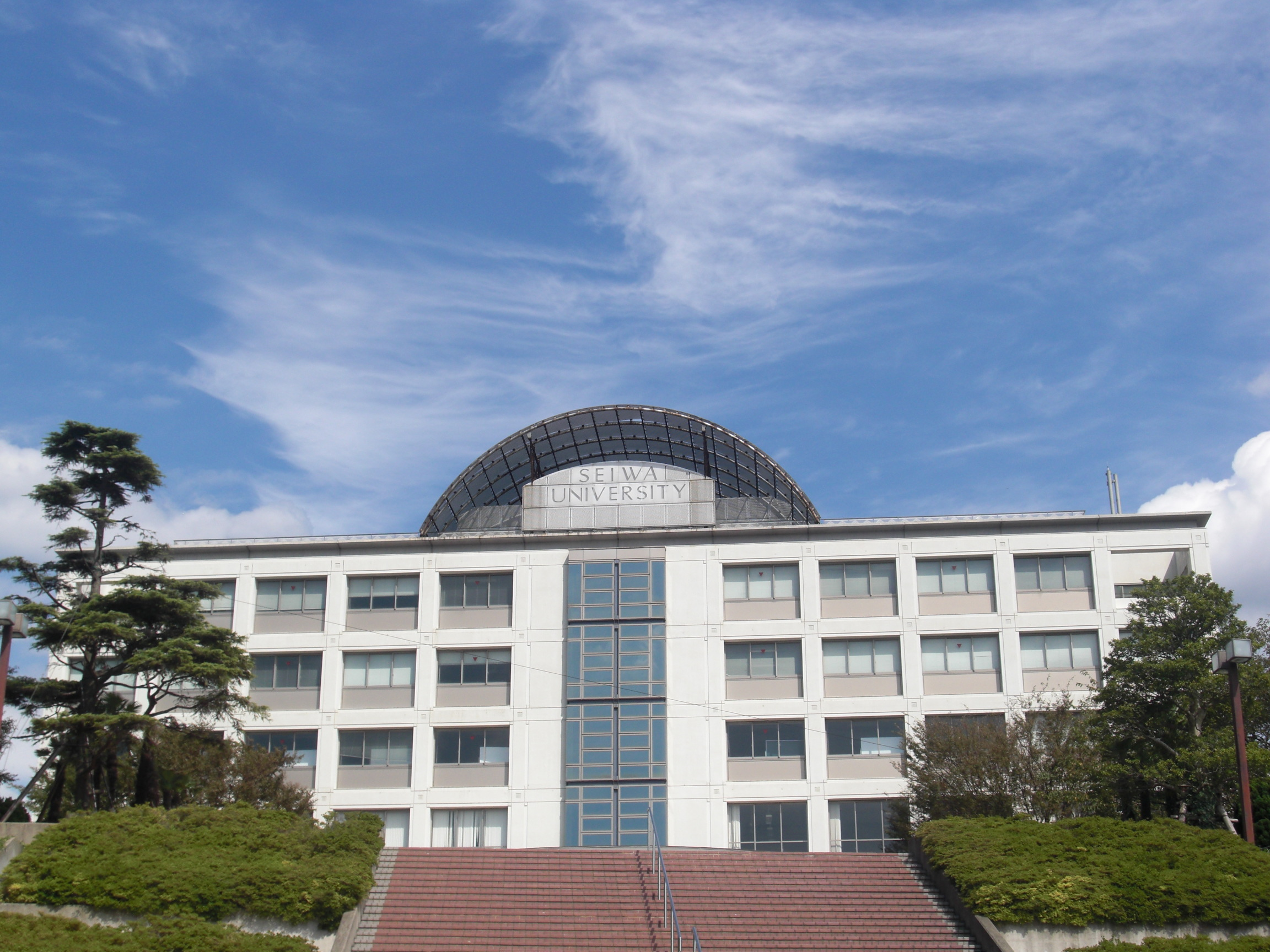
清和大學

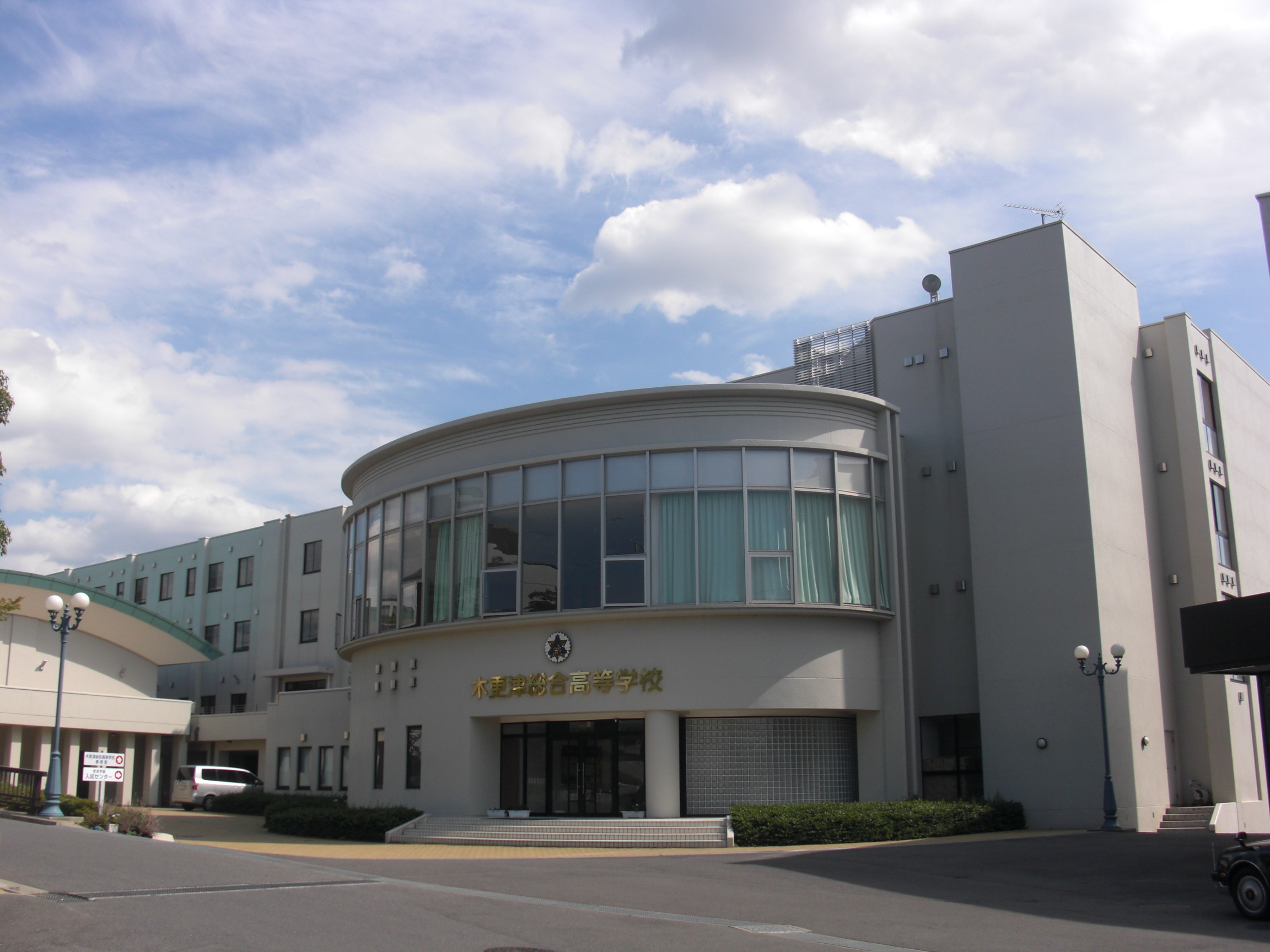
木更津綜合高等學校

車站出入口一方（北邊）設有木更津東邦醫院，在越過小櫃川後便到達田園地帶。車站南邊設有住宅區，該處設有清見台中央通、螢野（地名）、Apita木更津店、小戶屋木更津清見台店、上總之站WakuWaku廣場清見台店、超級富分清見台店、K's電機木更津店、京葉D2木更津螢野店等商業設施。
- 東京灣跨海公路聯絡道
- 國道409號（日语：国道409号）
- 國道410號（日语：国道410号）
- 千葉縣道146號木更津根形線（日语：千葉県道146号木更津根形線）
- 清和大學 - 從木更津站設有一般巴士路線和校巴前往學校（步行約25分鐘）
  - 清和大學短期大學部
  - 清和大學球場
- 木更津工業高等專門學校 - 最近車站是祇園站（步行約18分鐘）
- 木更津綜合高等學校（日语：木更津総合高等学校）（步行約25分鐘）
  - 木更津綜合高等學校軟球部專用球場
- 木更津市立清川中學（日语：木更津市立清川中学校）
- 木更津市立祇園小學
- 木更津東邦醫院
- 君津廣域水道企業團大寺淨水場
- 清川郵局
- 千葉信用金庫（日语：千葉信用金庫）
- JA木更津市清川分店
- 江澤公園
- 小櫃堰公園
- 小櫃川（日语：小櫃川） - 流入東京灣的二級河川（日语：二級河川）。總長88公里。

## 巴士路線
| 乘車處   | 系統     | 主要途經                 | 目的地         | 巴士公司 | 備註 |
| -------- | -------- | ------------------------ | -------------- | -------- | ---- |
| 清川站前 | 馬來田線 | 橫田、東橫田、馬來田站前 | 茅野           | 日東交通 |      |
| 清川站前 | 馬來田線 | 祇園、清見台組合事務所   | 木更津站東出口 | 日東交通 |      |

## 相鄰車站
東日本旅客鐵道（JR東日本）
■久留里線
祇園－上總清川－東清川

## 注腳

### 使用狀況
1. ↑  千葉縣統計年鑑 （页面存档备份，存于）（日語） - 千葉縣
2. ↑  木更津市統計書 （页面存档备份，存于）（日語） - 木更津市

千葉縣統計年鑑
1. ↑  千葉縣統計年鑑（平成3年） （页面存档备份，存于）（日語）
2. ↑  千葉縣統計年鑑（平成4年） （页面存档备份，存于）（日語）
3. ↑  千葉縣統計年鑑（平成5年） （页面存档备份，存于）（日語）
4. ↑  千葉縣統計年鑑（平成6年） （页面存档备份，存于）（日語）
5. ↑  千葉縣統計年鑑（平成7年） （页面存档备份，存于）（日語）
6. ↑  千葉縣統計年鑑（平成8年） （页面存档备份，存于）（日語）
7. ↑  千葉縣統計年鑑（平成9年） （页面存档备份，存于）（日語）
8. ↑  千葉縣統計年鑑（平成10年） （页面存档备份，存于）（日語）
9. ↑  千葉縣統計年鑑（平成11年） （页面存档备份，存于）（日語）
10. ↑  千葉縣統計年鑑（平成12年） （页面存档备份，存于）（日語）
11. ↑  千葉縣統計年鑑（平成13年） （页面存档备份，存于）（日語）
12. ↑  千葉縣統計年鑑（平成14年） （页面存档备份，存于）（日語）
13. ↑  千葉縣統計年鑑（平成15年） （页面存档备份，存于）（日語）
14. ↑  千葉縣統計年鑑（平成16年） （页面存档备份，存于）（日語）
15. ↑  千葉縣統計年鑑（平成17年） （页面存档备份，存于）（日語）
16. ↑  千葉縣統計年鑑（平成18年） （页面存档备份，存于）（日語）
17. ↑  千葉縣統計年鑑（平成19年） （页面存档备份，存于）（日語）

## 外部連結
- 車站資訊（上總清川）：東日本旅客鐵道（日語）